# جون ريتش (مخرج)
جون ريتش (بالإنجليزية: John Rich)‏ هو منتج أفلام ومخرج أمريكي، ولد في 6 يوليو 1925 في Rockaway Beach, Queens ‏ في الولايات المتحدة، وتوفي في 29 يناير 2012 في لوس أنجلوس في الولايات المتحدة.

## وصلات خارجية
- جون ريتش على موقع IMDb (الإنجليزية)
- جون ريتش على موقع ألو سيني (الفرنسية)
- جون ريتش على موقع ميوزك برينز (الإنجليزية)
- جون ريتش على موقع أول موفي (الإنجليزية)
- جون ريتش على موقع قاعدة بيانات الأفلام السويدية (السويدية)
- جون ريتش على موقع قاعدة بيانات الفيلم (الإنجليزية)
- جون ريتش على موقع كينوبويسك (الروسية)